# Maxime Potvin
Maxime Potvin (3 de agosto de 1987) es un deportista canadiense que compitió en taekwondo.
Ganó una medalla de plata en el Campeonato Mundial de Taekwondo de 2009, y una medalla de oro en el Campeonato Panamericano de Taekwondo de 2012. En los Juegos Panamericanos de 2015 consiguió una medalla de plata.

## Palmarés internacional
| Campeonato Mundial      | Campeonato Mundial     | Campeonato Mundial | Campeonato Mundial |
| Año                     | Lugar                  | Medalla            | Categoría          |
| ----------------------- | ---------------------- | ------------------ | ------------------ |
| 2009                    | Copenhague (Dinamarca) | Medalla de plata   | –74 kg             |
| Juegos Panamericanos    |                        |                    |                    |
| Año                     | Lugar                  | Medalla            | Categoría          |
| 2015                    | Toronto (Canadá)       | Medalla de plata   | –68 kg             |
| Campeonato Panamericano |                        |                    |                    |
| Año                     | Lugar                  | Medalla            | Categoría          |
| 2012                    | Sucre (Bolivia)        | Medalla de oro     | –74 kg             |